# Melli Beese

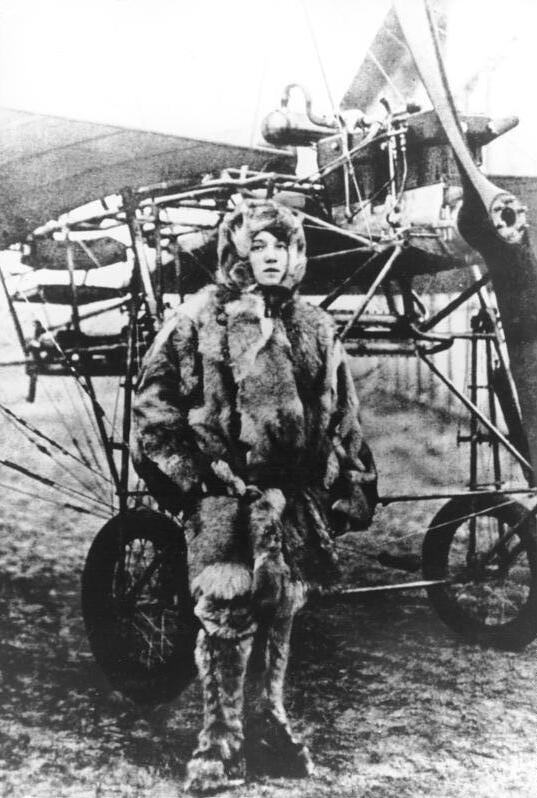
Melli Beese im Fliegerpelz vor dem Poulain-Renneindecker von Charles Boutard; Dezember 1911

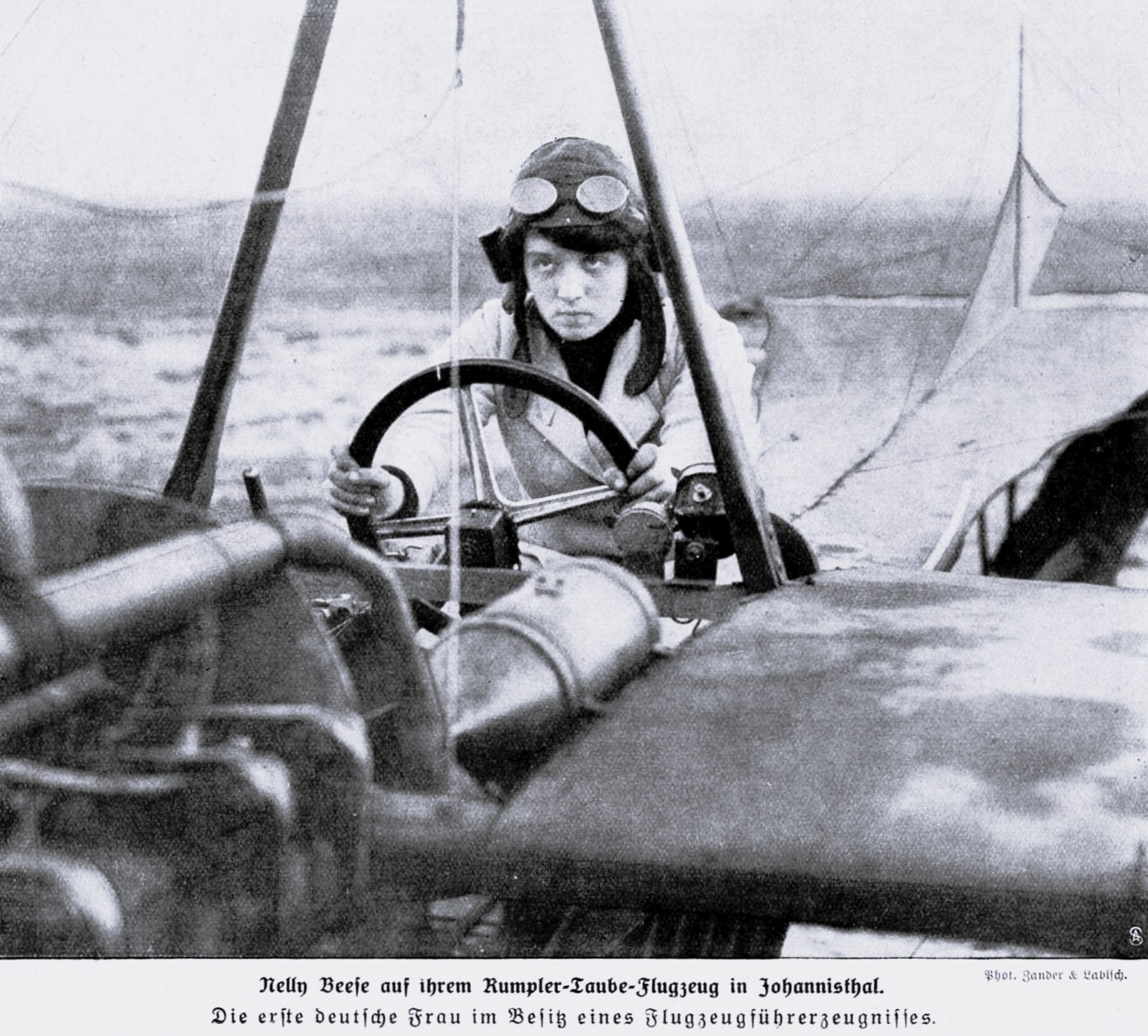
Melli Beese auf ihrer Rumpler-Taube (1911)

Amelie Hedwig Boutard-Beese (* 13. September 1886 in Laubegast bei Dresden; † 21. Dezember 1925 in Berlin), besser bekannt unter ihrem Rufnamen Melli Beese, war eine deutsche Pilotin. Sie ging in die Geschichte ein als die erste Frau, die in Deutschland die Prüfung zum Erwerb eines Privatpilotenscheins ablegte.

## Leben

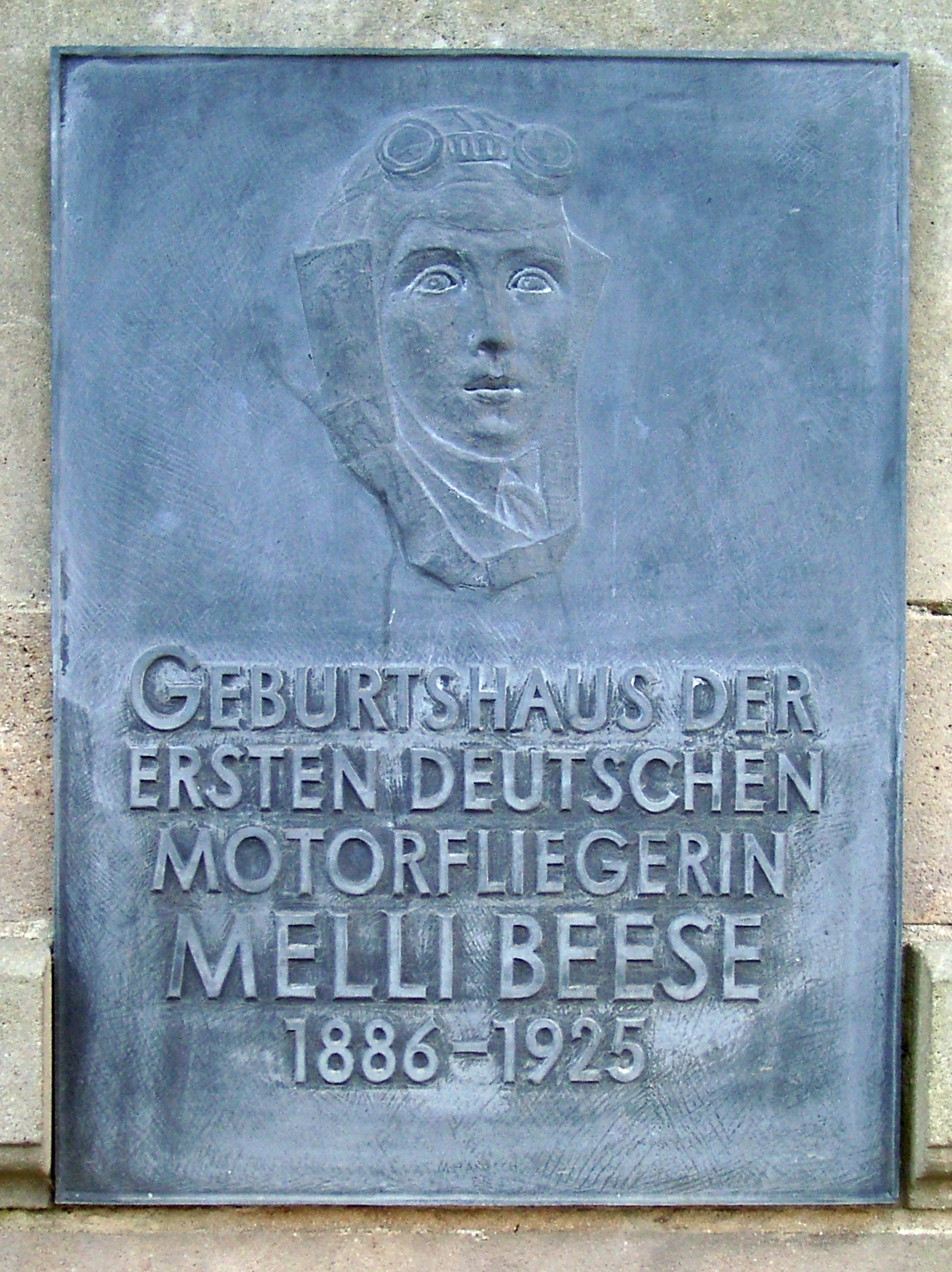
Gedenktafel am Geburtshaus von Melli Beese in Dresden-Laubegast

Beese war die einzige Tochter eines Architekten. Ihre Eltern waren wohlhabend und förderten die begabte Tochter auf allen Gebieten. Von 1906 bis 1909 studierte Beese an der Königlichen Akademie der freien Künste in Stockholm Bildhauerei. In Schweden lernte sie auch ihre große Leidenschaft, das Hochseesegeln, kennen. Beese war zudem auch fasziniert von den Berichten und technischen Fortschritten in der Aviatik. Sie las und sammelte Berichte über die Flugversuche der Brüder Wright.

### Ausbildung
1910 war ein entscheidendes Jahr für die Luftfahrt: Léon Delagrange stürzte tödlich ab, Thérèse Peltier gab öffentlich bekannt, doch nicht Pilotin werden zu wollen, Raymonde de Laroche erhielt als erste Europäerin ihre Flugerlaubnis, gefolgt von Marie Marvingt, und im November desselben Jahres erwarb die Belgierin Hélène Dutrieu als dritte Frau die Flugerlaubnis des Aéro-Club de France.
Als Beese im November 1910 nach Deutschland zurückkehrte, besuchte sie am Technikum Dresden als Externe Vorlesungen in Mathematik, Mechanik, Schiffbau und Flugmechanik. Noch im gleichen Jahr suchte sie auf dem Flugplatz Johannisthal einen Fluglehrer. Als erstes sprach sie bei den Albatros Flugzeugwerken vor. Diese schickten sie zu den Wright-Flugzeugwerken weiter (‚wegen mangelnder Erfahrung mit weiblichen Schülern‘).
Bei der Flugmaschine Wright GmbH hatte bereits die Ballonfahrerin Käthe Paulus Flugstunden genommen. Ihr Fluglehrer Paul Engelhard weigerte sich jedoch, noch einmal eine Frau zu unterrichten; er schickte Beese weiter zur Ad Astra, einer in Johannisthal ansässigen frühen Fluggesellschaft, die auch Piloten ausbildete und bis etwa Mitte 1912 bestand. Deren Fluglehrer, Robert Thelen (1884–1968), erklärte sich endlich bereit, Beese als Schülerin anzunehmen.
In den 1910er Jahren wurde nur geflogen, „wenn ein entfaltetes, in die Luft gehaltenes Taschentuch sich nicht bewegt“. Flugschüler saßen deshalb manchmal wochenlang in den Hallen des Flugplatzes und warteten, bis sich eine Gelegenheit zum Aufstieg ergab. Schwere Probleme bereitete ihr von nun an der zeitgenössische Männlichkeitswahn: Beeses Kameraden sahen in ihr eine unwillkommene Konkurrentin und versuchten, ihr Fliegen zu verhindern. Erst nachdem Beese Thelen zur Rede gestellt hatte, durfte sie erstmals aufsteigen. Ihre ersten Flüge fanden mit Thelen in einem Wright-Doppeldecker statt. Am Abend des 12. Dezember 1910 sprang bei einem Übungsflug eine Antriebskette von der Motorwelle. Thelen und Beese stürzten im Gleitflug aus 20 Metern Höhe zu Boden und Beese brach sich den Knöchel. Gegen die Schmerzen wurde sie mit Morphin behandelt, was eine lebenslange Sucht auslöste. Einige Tage nach dem Unfall starb ihr Vater.
Im Januar 1911 kehrte Beese nach Johannisthal zurück. Für den als abergläubisch geltenden Robert Thelen war ihre Bruchlandung der Beweis, dass „Frauen im Flugzeug eben Unglück bringen“, und er weigerte sich, sie weiter zu unterrichten. Ihr Schulungsvertrag wurde daraufhin in beiderseitigem Einvernehmen aufgehoben.
Anfang Juli 1911 unterschrieb Beese einen Schulungsvertrag bei den Rumpler-Werken. Hellmuth Hirth, der Fluglehrer, war von der Idee wenig begeistert, gab jedoch dem Druck der Rumpler-Direktion nach, die sich durch eine weibliche Werkspilotin einiges an Publicity versprach. Beese hatte mit der negativen Einstellung Hirths zu kämpfen: Jedes Mal, wenn sie an der Reihe war, saß bereits ein anderer Schüler im Flugzeug oder technische Probleme verhinderten den Flug. Einmal, während eines Übungsfluges, war sogar ihr Flugzeug dahingehend sabotiert worden, dass die gelöste Verspannung der Tragflächen einen Absturz zur Folge gehabt hätte, wenn Beese dies nicht sofort nach dem Abheben bemerkt hätte, was Hirth als „Streich von Männern, einer Frau gespielt, die unerlaubt in ein Männern vorbehaltenes Revier eingedrungen ist“ abtat.
Ohne ausreichende Flugerfahrung meldete sich Beese schließlich ein erstes Mal zur Prüfung an. Das Flugzeugführerzeugnis des Deutschen Luftfahrer-Verbandes (DLV) war nötig, um an Wettflügen teilnehmen zu können. Zum Erwerb dieser Lizenz waren 3000 Mark zu zahlen und der Antragsteller hatte eine gesonderte Versicherung abzuschließen, die das Risiko einer Bruchlandung absichern sollte. Die Prüfung bestand aus drei geschlossenen Rundflügen von mindestens fünf Kilometern Länge. Nach jedem Flug musste vorschriftsmäßig gelandet und der Motor ausgeschaltet werden. Die Landung hatte punktgenau, bei einer Toleranz von maximal 150 Metern, zu erfolgen.
Beeses erste Prüfung endete fast mit einem Unfall. Kaum war sie in der Luft, setzte der Motor aus. Sie leitete sofort die Landung ein und musste feststellen, dass der Benzintank sabotiert worden und Benzin ausgelaufen war. Sie berichtete den Vorfall jedoch nicht, er wurde erst in ihrer Autobiographie erwähnt. Danach meldete sie sich erst wieder zur Prüfung an, als der Unterricht wegen der Abwesenheit von Hellmuth Hirth einmal ausfiel. Am 13. September 1911, ihrem 25. Geburtstag, stieg sie in den frühen Morgenstunden mit der Rumpler-Taube auf und flog die vorgeschriebenen Runden und Figuren. Bevor die anderen Flugschüler auf dem Flugplatz eintrafen, hielt sie bereits als erste Frau Deutschlands die Flugzeugführerlizenz Nummer 115 in ihren Händen. Ihre Sportzeugen waren anerkannte Fluglehrer in Johannisthal, und zwar der Inhaber der Fluglizenz Nummer 4 Ellery von Gorrissen und Cornelius Hintner. Beese erwarb den Pilotenschein knapp vor Božena Laglerová, die zu der Zeit verletzungsbedingt pausieren musste und im Oktober den Flugschein Nummer 125 erhielt.
Beese hatte mit Edmund Rumpler, dem Besitzer der Rumpler-Werke, vertraglich vereinbart, an den Johannisthaler Herbstflugwochen (24. September bis 1. Oktober 1911) für ihn zu starten, wenn sie rechtzeitig die dazu nötige Fluglizenz erwerben würde. Zwei der Meisterflieger, Josef Suvelack und Hans Vollmöller, drohten dem Konstrukteur, dass sie nicht starten würden, wenn eine Frau im Werksteam mitfliege. Bevor Beese zu einem Flugzeug kam, musste erst Flugplatzdirektor Georg von Tschudi bei Rumpler intervenieren, der im Vorfeld der Flugwochen mit der Anwesenheit einer Frau für seinen Anlass geworben hatte und um seine Attraktion fürchtete.
Beese nutzte ihre Chance. Unter 24 Teilnehmern erreichte die unerfahrene Fliegerin mit ihrer Rumpler-Taube den 5. Rang. Nach dem vierten Tag lag sie auf Rang 2, am fünften Tag durfte sie jedoch nicht starten, weil wegen des schlechten Wetters „das Fliegen nunmehr einer Frau nicht mehr zuzumuten“ gewesen sei. Bei demselben Anlass stellte sie mit zwei Stunden und neun Minuten einen neuen Dauerweltrekord für Frauen auf. Am 27. September 1911 gelang Beese beim Flug mit einem Passagier mit 825 Metern ein neuer Höhenweltrekord für Frauen; der alte hatte bei 400 Metern gestanden. Am 15. Oktober nahm Beese an einem Flugtag auf der Jerxerheide bei Detmold teil. Die Veranstalter waren der Detmolder Rennverein und die Berliner Gesellschaft für Luftschiffahrt und Flugwesen e. V. Die Flugschau fand auf der damaligen Pferderennbahn statt. Neben Beese waren außerdem als Piloten Hans Vollmöller und Gustav Witte eingeladen. Für 16:00 Uhr waren die Schauflüge im Programmheft angekündigt. Gerade als Melli Beese fliegen wollte, kamen Nebel und Wind auf. Die Zuschauer wurden durch die Zeitverzögerung unruhig und durchbrachen letztendlich die Absperrzäune. Beese musste den Flug abbrechen.

### Flugschule Melli Beese GmbH

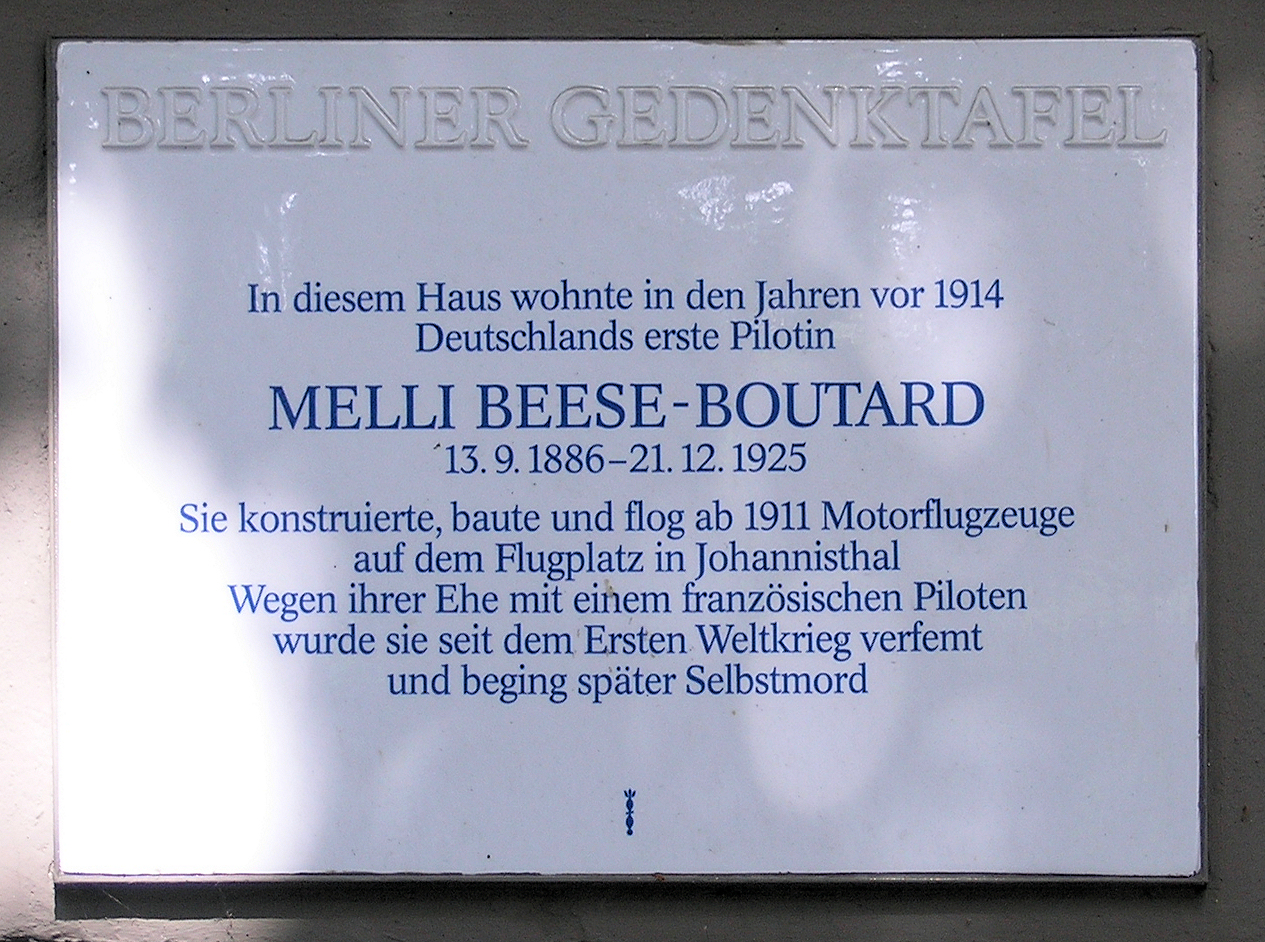
Gedenktafel am Haus Sterndamm 82, in Berlin-Johannisthal

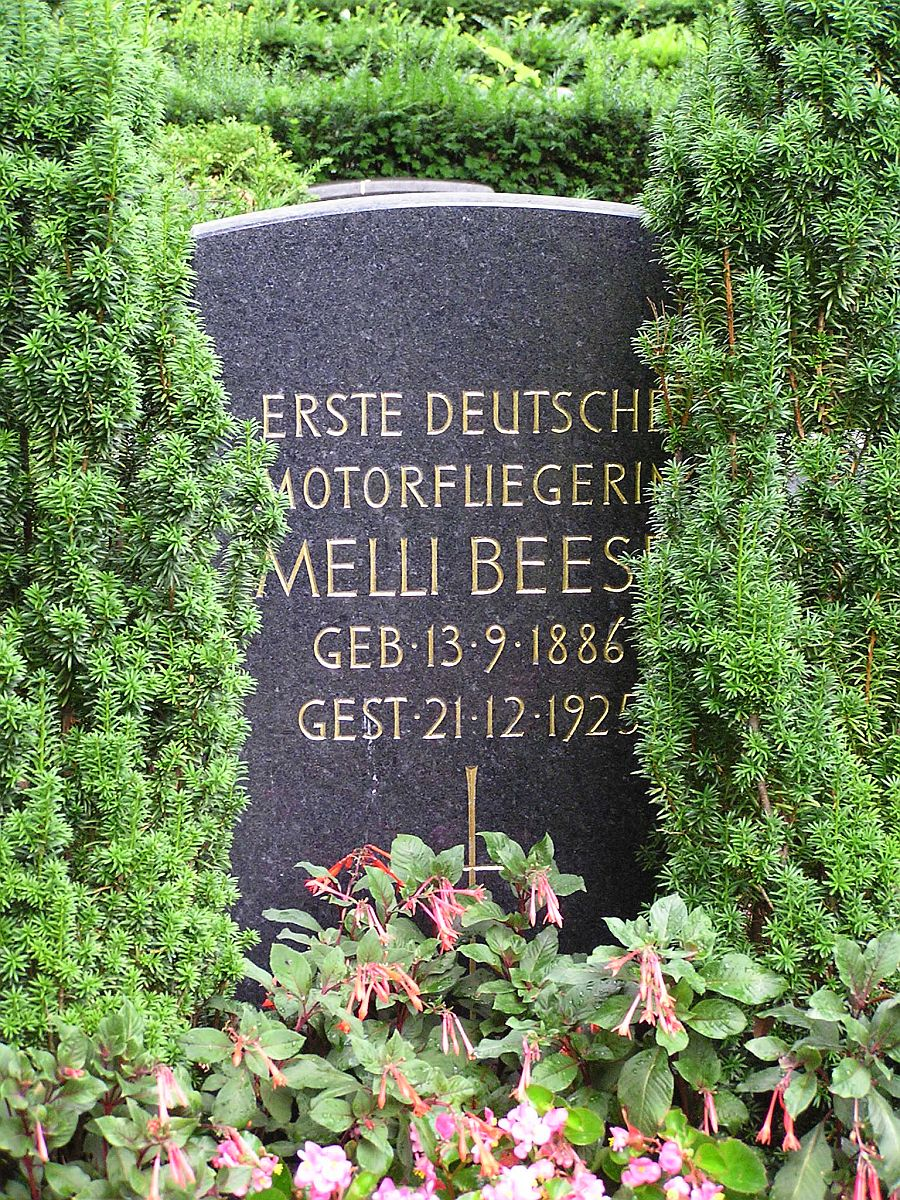
Grab Melli Beese

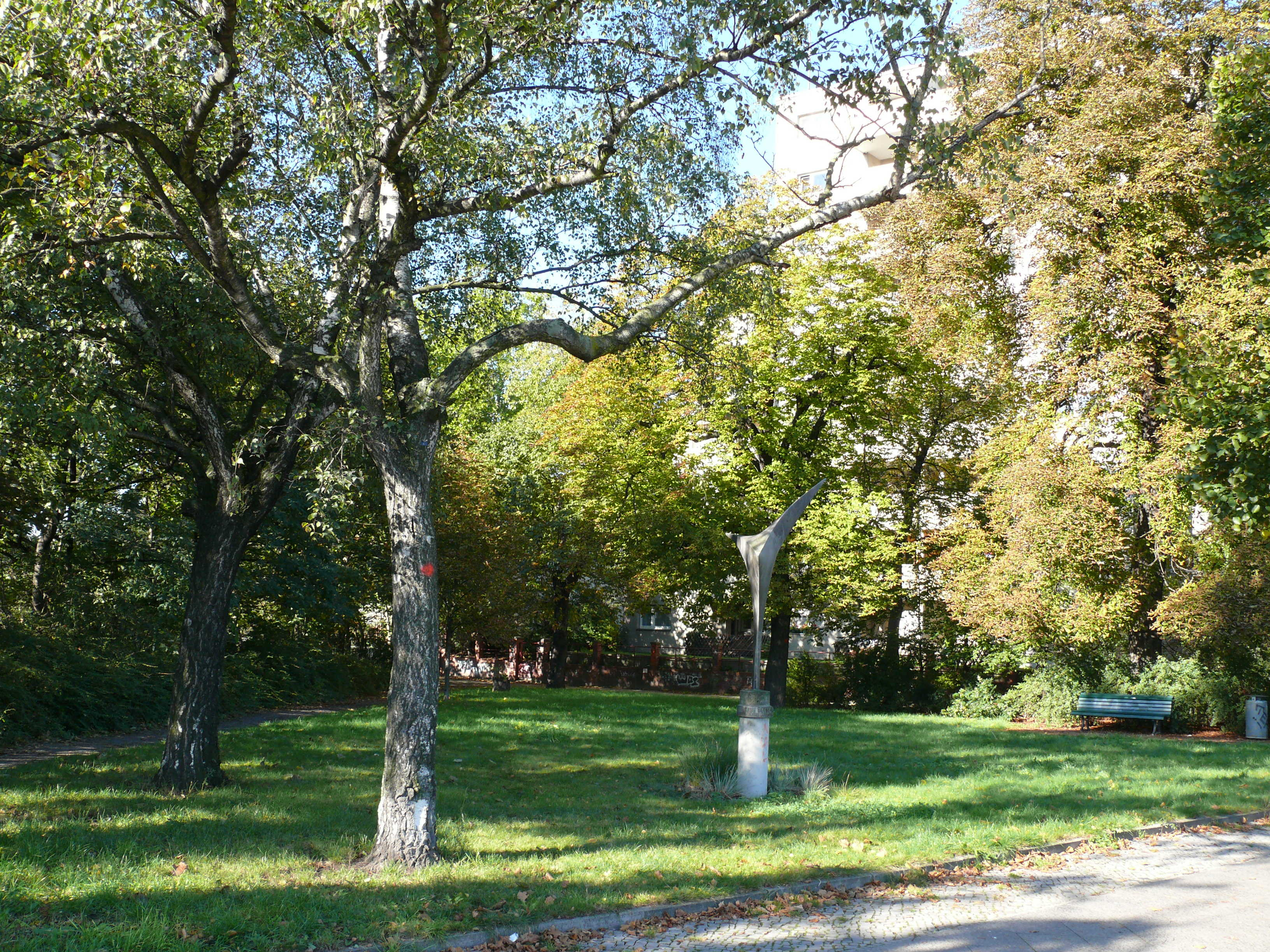
Skulptur Taube, Melli-Beese-Anlage, Berlin-Halensee

Im Jahr 1912 gründete Beese, angeblich finanziell unterstützt von dem Fabrikanten Karl August Lingner, gemeinsam mit Charles Boutard und Hermann Reichelt die Flugschule Melli Beese GmbH. Reichelt brachte einen seiner selbst gebauten Eindecker mit, Boutard stellte einen ebenfalls selbst konstruierten Eindecker zur Verfügung. Beese benutzte ihre alte Rumpler-Taube als Schulflugzeug.
Bei der viel beachteten Gründung ihrer Flugschule kritisierte Beese das bisherige Ausbildungssystem scharf: „Auf mannigfache Anregung hin habe ich mich entschlossen, auf dem Flugplatz Johannisthal eine eigene Flugschule zu errichten. Ich bin dabei von der Erwägung ausgegangen, dass es an der Zeit ist, den in vielen Beziehungen ungeregelten Zuständen in manchen Flugschulen dadurch ein Ende zu machen, dass ein wirklich ordnungsgemäßes und straff geordnetes Institut die Ausbildung zum Flieger nach festgesetzten Grundsätzen übernimmt. Vor allem soll der Unterricht schnell erfolgen, und zwar auf Wunsch auf Maschinen verschiedener Gattung […]. Da ich einerseits unter allen Umständen nur eine beschränkte Anzahl von Schülern annehmen will und mir andererseits drei Maschinen und drei Fluglehrer zur Verfügung stehen, so wird der fast überall eingerissene Übelstand entfallen, dass die Schüler Wochen und Monate auf dem Flugplatz verweilen, ohne überhaupt zum Fliegen zu kommen.“
Das Flugschulenbüro und Wohnung von Beese befand sich in Johannisthal zuerst auf der Kaiser-Wilhelm-Straße 45; Sterndamm 83, nach Umbenennung der Straße. Nach ihrer Heirat mit Boutard befanden sich Wohn- und Flugschulenbüroräume am Sterndamm Nr. 82. In der Zeit ihres Bestehens durchliefen vom Januar 1912 bis zum April 1914 erfolgreich 16 Flugschüler die fliegerische Ausbildung.
Neben der Flugschule machten sich Beese und ihre Teilhaber daran, die Rumpler-Taube nachzubauen. Bald schon konnten sie die Beese-Taube aus eigener Produktion zu einem günstigen Preis von 12.000 Mark anbieten. Darüber hinaus plante sie die Konstruktion eines Flugbootes.
Am 25. Januar 1913 heiratete Melli Beese ihren Teilhaber Charles Boutard in Berlin und nahm dabei die französische Staatsbürgerschaft an. Das Paar zog in eine Villa am Sternplatz in der Nähe des Flugplatzes Johannisthal.
Als der Erste Weltkrieg sich abzuzeichnen begann, erhielten vor allem die großen Flugzeugwerke staatliche Förderung. Beese und Boutard setzten all ihre Hoffnungen auf ihr Flugboot, das sie für eine im August 1914 in Warnemünde stattfindende Veranstaltung anmeldeten. Das fertige Flugzeug lag bereits an der Warnow, als am 1. August 1914 der Krieg begann und Melli Beese und ihr Mann als „feindliche Ausländer“ verhaftet wurden. Das Fliegende Boot wurde von den Behörden zerstört.

### Erster Weltkrieg
Bei Kriegsbeginn mussten Beese und Boutard ihre gutgehende Fabrik und Flugschule schließen. Sie durften den Flugplatz und ihre Flugschuppen sowie die Fabrik nicht mehr betreten. Charles Boutard wurde interniert, Melli Beese unter Hausarrest gestellt. Nachdem ihr Mann vorläufig zurückkehren durfte, wurde das Paar in Wittstock/Dosse interniert.
Isoliert, ohne Arbeit und von Wachposten misstrauisch beäugt, erkrankten beide an Tuberkulose. Melli Beese konsumierte verstärkt Morphium.
Nach Ende des Ersten Weltkrieges kehrte Melli Beese nach Johannisthal zurück. Ihre Flugzeugschuppen waren geräumt und ihre Flugzeuge demontiert worden. Die Aufstellung von Luftstreitkräften wurde den Deutschen im Versailler Vertrag 1919 verboten und Beese stand vor dem finanziellen Nichts. Boutard wurde nach Frankreich gebracht, wo er sich dafür rechtfertigen musste, dass er während des Krieges in Deutschland geblieben war. Beese bemühte sich, von der Regierung eine Entschädigung für ihre Fabrik sowie ihre Flugzeuge zu erhalten. Das erhaltene Geld investierte sie, doch die Automobilfirma, die sie unterstützte, ging in Konkurs.

### „Fliegen ist notwendig. Leben nicht“
Noch gab die morphiumsüchtige, am Boden zerstörte Frau nicht auf. Gemeinsam mit dem zurückgekehrten Charles Boutard plante sie, mit zwei Flugzeugen um die Welt zu fliegen. Lange mussten die beiden nach Geldgebern für ihr Unternehmen suchen. Zwar erklärten sich die Fokker-Werke bereit, ihnen eine ausgediente Kriegsmaschine zur Verfügung zu stellen, das Projekt scheiterte dann aber doch an einer unzureichenden Finanzierung.
1925 musste Beese die Lizenz ihres Pilotenscheines erneuern, machte dabei aber eine Bruchlandung, die sie allerdings unverletzt überstand. Zu dieser Zeit lebte sie getrennt von ihrem Ehemann in einer Pension. Am 21. Dezember 1925 erschoss sie sich, nachdem sie die Worte „Fliegen ist notwendig. Leben nicht.“ auf einen Zettel geschrieben hatte – eine Paraphrase des alten Seefahrerspruches „Seefahrt tut not, Leben tut nicht not“. Sie wurde auf dem Friedhof Berlin-Schmargendorf beigesetzt. Die Grabstätte befindet sich in der Abt. L2-73 und ist seit 1975 als Ehrengrab des Landes Berlin gewidmet.

## Späte Ehrungen
- 1971 wurde in Berlin-Halensee eine Grünanlage zu Ehren von Beese eingeweiht (Melli-Beese-Anlage, Ecke Storkwinkel/Schwarzbacher Straße) und eine im selben Jahr von Annelise Rudolph erschaffene Skulptur Taube enthüllt.[11]
- Zum Gedenken des 50. Todestages wurde 1975 eine Eisen-Medaille gegossen. Die Frontseite zeigt die Flugzeugführerin Melli Beese; die Rückseite das Geburtshaus in Dresden-Laubegast.[12]
- Die DDR-Postverwaltung edierte 1982 einen Sonderbrief mit Sonderstempel, der an die deutsche Pilotin erinnert.[13]
- Auf dem Friedhof Schmargendorf erhielt Melli Beese 1975 ein Berliner Ehrengrab.[11]
- Seit den 1990er Jahren trägt eine Grundschule im Berliner Bezirk Treptow-Köpenick den Ehrennamen der deutschen Fliegerin.[1] Auch in Dresden-Neustadt existiert eine Grundschule gleichen Namens.
- Die Straßen einer 1994 gebauten Siedlung nahe des ersten deutschen Flugplatzes im Berliner Ortsteil Johannisthal tragen die Namen einiger bekannter Flugpioniere. Dort gibt es seit 2002/2005 auch eine Melli-Beese-Straße.[14]
- Im Jahr 2004 beschloss das Bezirksamt Tempelhof, einen bis dahin namenlosen Weg in Melli-Beese-Promenade zu benennen.[15]
- In mehreren deutschen Städten gibt es mittlerweile Melli-Beese-Straßen oder Melli-Beese-Wege, darunter Augsburg, Bremen, Detmold, Dresden, Cottbus, Falkensee, Frankfurt am Main, Fürth, Heilbronn, Ingolstadt, Köln, Lübeck, Sindelfingen, Zernsdorf und Saarbrücken sowie im Ortsteil Berlin-Kladow.
- Die Haupterschließungsstraße des Flughafens Berlin Brandenburg wurde als Melli-Beese-Ring benannt.
- Ein Berliner Motorseglerclub gab sich den Namen Aeroclub „Melli Beese“ e. V. im Deutschen Technikmuseum.[16]
- seit 2025 gibt es in Gütersloh eine Melli-Beese-Straße in einem neuen Gewerbegebiet gegenüber dem ehemaligen Flughafen
- Die „Universal-Stiftung Helmut Ziegner“ betreibt in Melli Beeses Johannisthaler Wohnhaus eine Jugendhilfeeinrichtung unter dem Namen „Villa Melli Beese“.[17]
- seit 2020 gibt es am Deutschen Haus (am Markt) in Wittstock/Dosse eine Gedenktafel für Melli Beese, gestiftet von Dr. Peter Bihl. 1917/18 war das Ehepaar in diesem Haus interniert.

## Film
Das zweiteilige Dokudrama Eroberung der Lüfte - Die ersten Fliegerinnen (ORF/NDR/Arte 2024) von Stefan Ludwig erzählt Melli Beeses Lebensgeschichte. Melli Beese wird von Lilith Häßle gespielt.